# Nazionale di atletica leggera della Giamaica
La nazionale di atletica leggera della Giamaica è la rappresentativa della Giamaica nelle competizioni internazionali di atletica leggera riservate alle selezioni nazionali.

## Bilancio nelle competizioni internazionali
La nazionale giamaicana di atletica leggera vanta 18 partecipazioni ai Giochi olimpici estivi su 29 edizioni disputate.
L'atleta giamaicano che ha vinto più medaglie olimpiche nella propria carriera è la velocista Merlene Ottey, capace di aggiudicarsi ben 9 medaglie, di cui 3 d'argento e 6 di bronzo.
Usain Bolt e Merlene Ottey sono gli atleti giamaicani con il maggior numero di medaglie vinte ai Mondiali, per un totale di 14, di cui 11 ori, 2 argenti e 1 bronzo per Bolt e 3 ori, 4 argenti e 7 bronzi per la Ottey.